# Joop Zijlaard

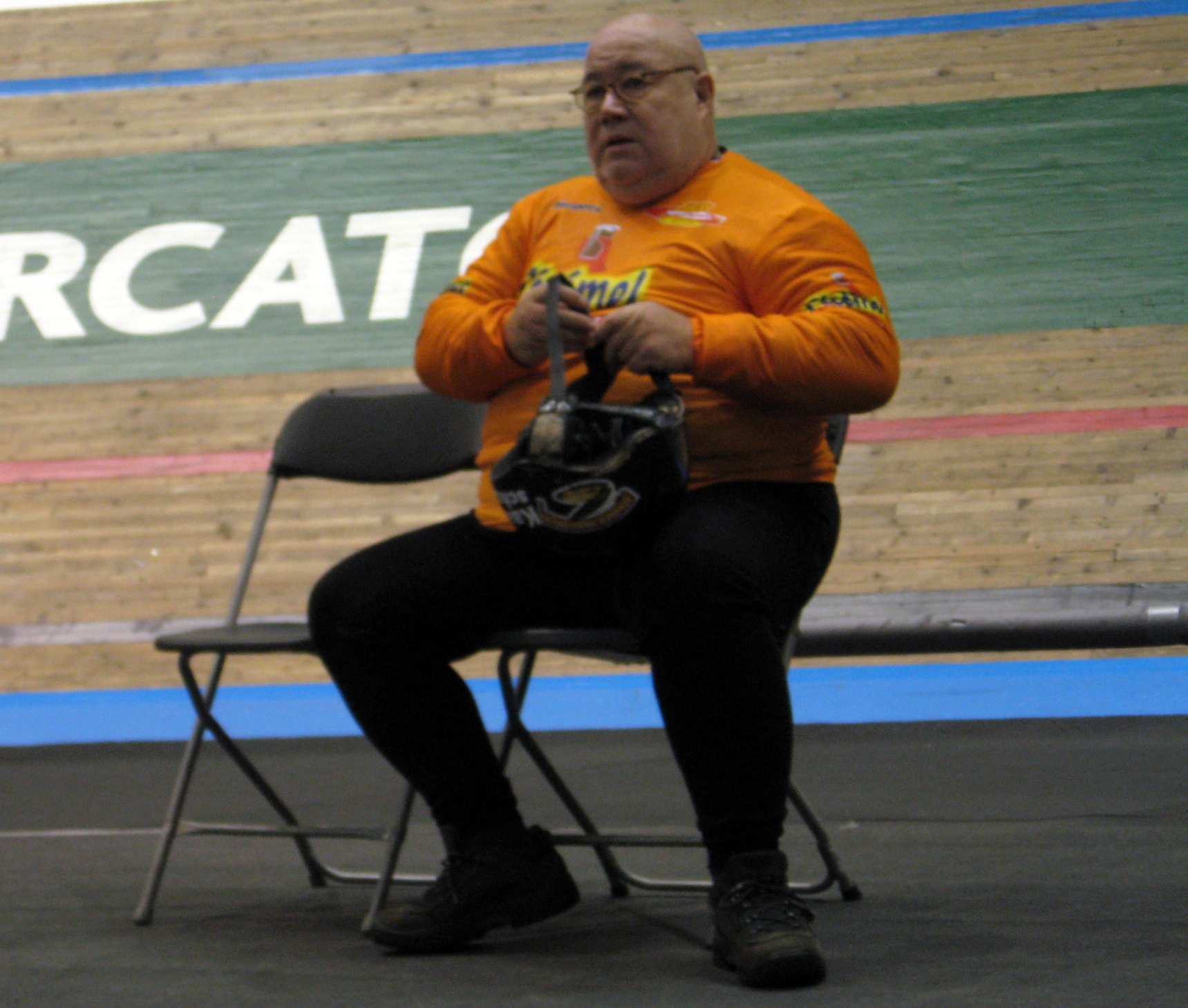
Joop Zijlaard (2008)

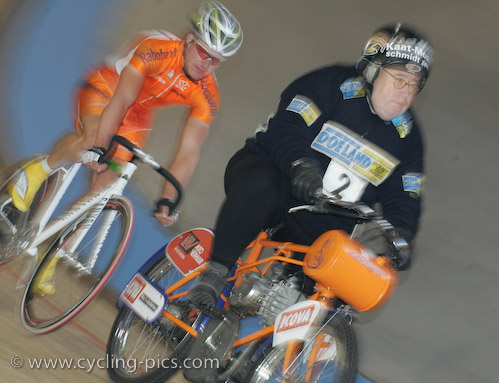
Zijlaard führt Matthé Pronk

Joop Zijlaard (* 29. Oktober 1943 in Reeuwijk) ist ein ehemaliger niederländischer Schrittmacher bei Steher- und Dernyrennen.

## Sportliche Laufbahn
Joop Zijlaards größter internationaler Erfolg bei Steherrennen war der dritte Platz bei der Weltmeisterschaft der Profi-Steher 1983 in Zürich gemeinsam mit seinem Landsmann Martin Havik. Als Schrittmacher bei Dernyrennen war er wesentlich erfolgreicher. Bei den, seit dem Jahr 2000 von dem europäischen Radsportverband UEC veranstalteten, Derny-Europameisterschaften, errang er insgesamt sechs Titel. Davor war er bereits drei Mal Titelträger bei den Derny-Europameisterschaften der Profis, die von dem Verband der europäischen Winterbahnveranstaltern UIV veranstaltet wurden.
Joop Zijlaard ist vor allem als Derny-Schrittmacher bei Sechstagerennen bekannt. Wegen seiner couragierten Fahrweise und geballten Faust bei Aufholjagden sowie seines massigen Körperbaus und – in früheren Zeiten – riesigen Schnauzbarts war er bei den Zuschauern besonders populär. In über 40 Jahren führte er alle bekannten Sechstagefahrer, darunter Gerrie Knetemann, Etienne De Wilde, Danny Stam und Bruno Risi.
Zijlaard stellte gemeinsam mit Matthé Pronk am 18. November 2004 in Alkmaar einen neuen Stunden-Weltrekord über 66,017 Kilometer hinter Schrittmacher auf. Er holte zudem 29 nationale Titel. Außerdem war Joop Zijlaard viele Jahre Mitorganisator des Rotterdamer Sechstagerennens. Beim Sechstagerennen in seiner Heimatstadt Rotterdam im Januar 2013 fuhr er sein letztes Rennen als Schrittmacher. Anlässlich seines Rücktritts erschien seine Autobiografie Joop.

## Privates und Berufliches
Im Hauptberuf führte Zijlaard über Jahrzehnte in Rotterdam mehrere gastronomische Betriebe, darunter das stadtbekannte Fischrestaurant „Kaat Mossel“, dass er anlässlich seines 65. Geburtstages an den Chefkoch als neuen Inhaber übergab. Zudem besaß er das Café „Gouden Snor“ (niederl. "goldener Schnurrbart"), benannt nach seinem Spitznamen bei den niederländischen Fans.
Joop Zijlaard initiierte auch die Verleihung der „Gouden Mossel“ (niederl.: Goldene Muschel) an verdiente Rotterdamer. 2009 wurde die Auszeichnung vom Rotterdamer Bürgermeister Ahmed Aboutaleb dem Trainer des Fußballvereins Feyenoord Rotterdam, Mario Been, überreicht. 2010 ging die Auszeichnung an den Fußballspieler Giovanni van Bronckhorst und 2011 an Mai Elmar, die Chefin des Rotterdamer Hafens.
Zijlaards Sohn ist der ehemalige Radsportler und heutige Teammanager Michael Zijlaard, seine Schwiegertochter die mehrfache Weltmeisterin und Olympiasiegerin Leontien Zijlaard-van Moorsel. Sohn Ron ist auch als Derny-Schrittmacher tätig. Der Enkel Maikel Zijlaard ist als Radsportler aktiv, und dessen Schweswter Nicky errang 2011 drei nationale Junioren-Titel auf der Bahn.

## Erfolge als Schrittmacher (Auszug)
9 Europameisterschaften
3 Derny-Europameisterschaften (Profis)
- 1980 – Derny-Europameister mit Gerrie Knetemann / Niederlande in Rotterdam
- 1981 – Derny-Europameister mit Gerrie Knetemann / Niederlande in Kopenhagen
- 1988 – Derny-Europameister mit Luc Colijn / Belgien in Kopenhagen

6 Derny-Europameisterschaften (open)
- 2001 – Derny-Europameister mit Matthew Gilmore / Belgien in Amsterdam
- 2002 – Derny-Europameister mit Matthew Gilmore / Belgien in Amsterdam
- 2003 – Derny-Europameister mit Bradley Wiggins / Vereinigtes Königreich in Newport
- 2007 – Derny-Europameister mit Matthé Pronk / Niederlande in Alkmaar
- 2008 – Derny-Europameister mit Matthé Pronk / Niederlande in Alkmaar
- 2011 – Derny-Europameister mit Peter Schep / Niederlande in Montichiari[6]